# Arenski-Gletscher
Der Arenski-Gletscher (russisch Ледник Аренского Lednik Arenskogo) ist ein Gletscher auf der Alexander-I.-Insel vor der Westküste der Antarktischen Halbinsel. Er fließt von der Beethoven-Halbinsel in südlicher Richtung zum nördlichen Ende des Boccherini Inlet.
Die Akademie der Wissenschaften der Sowjetunion benannte ihn 1987 nach dem russischen Komponisten Anton Arenski (1861–1906).